# Loricosaurus
Genre
Espèce
Loricosaurus (signifiant « lézard armure ») est un genre de titanosauridés du Crétacé supérieur retrouvé en Argentine. L'espèce-type, L. noricus, a été décrite par Friedrich von Huene en 1929. Elle est basée sur des fossiles retrouvé dans des strates datées du Campanien au Maastrichtien de la formation géologique de Colorado River, dans la province de Neuquén.
En raison de son armure, on a d'abord cru que c'était une sorte d'ankylosaure.
Lors de la découverte des restes en 1929, von Huene a décrit deux espèces. Loricosaurus scutatus existe toujours, mais l'autre, Loricosaurus scutatus, est considérée de nos jours comme un synonyme de Neuquensaurus. Le genre est possiblement nomen dubium. Il pourrait appartenir aux Neuquensaurus (Neuquensaurus australis) ou au Saltasaurus (Saltasaurus loricatus).